# Tsvetochni (Adiguesia)
Tsvetochni (del ruso: Цветочный) es un pueblo (posiólok) del raión de Maikop en la república de Adiguesia de Rusia. Está en la orilla izquierda del río Bélaya, 1.5 km al sur de Tulski y 13 km al sur de Maikop, la capital de la república. Tenía 1 402 habitantes en 2010.
Pertenece al municipio Timiriazevskoye.